# 瀧野站
瀧野站（日语：／ Takino eki */?）是位於兵庫縣加東市上瀧野宮前，西日本旅客鐵道（JR西日本）的加古川線車站。

## 歷史
- 1913年（大正2年）9月1日 - 播州鐵道社口站（現時：社町站）至瀧停留場（現時：瀧站）之間開設此站[1][2]。當時為旅客和貨物車站。
  - 當時車站位於兵庫縣加東郡瀧野村（日语：滝野町）上瀧野宮前。
- 1916年（大正5年）11月22日 - 車站改名為播鐵瀧野站[1][3]。
- 1923年（大正12年）12月21日 - 路線轉讓給播丹鐵道[4]。
- 1925年（大正14年）4月1日 - 車站地址變為兵庫縣加東郡瀧野町（日语：滝野町）上瀧野宮前。
- 1943年（昭和18年）6月1日 - 播丹鐵道被國有化，成為鐵道省加古川線車站[5]。同時把站名改回瀧野站[1]。
- 1968年（昭和43年）3月25日 - 終止貨物起卸業務。
- 1986年（昭和61年）11月1日 - 成為無人車站。
- 1987年（昭和62年）4月1日 - 伴隨國鐵分割民營化，車站由西日本旅客鐵道（JR西日本）營運。
- 1990年（平成2年） 6月1日 - 加古川鐵道部（日语：加古川鉄道部）成立，並管轄此站[6]。
- 2006年（平成18年）3月20日 - 隨著加東市成立，車站地址變為現址。
- 2009年（平成21年）7月1日 - 隨著加古川鐵道部廢止，變由神戶分社（日语：西日本旅客鉄道神戸支社）直轄，此站由加古川站管理[7]。
- 2016年（平成28年）3月26日 - 此站開始可以使用IC卡「ICOCA」[8]。此站設置IC卡專用簡易閘機。

## 車站構造
車站是一座地面車站，設有1面1線的單式月台。谷川方向的列車會開啟右邊車門。
加古川站管理的無人車站，此站設有自動售票機。車站大樓在平成7年（1995年）翻新，現時車站大樓內設有畫廊。

## 車站周邊
此站設有站前廣場。
- 中國自動車道瀧野社交匯處（日语：滝野社インターチェンジ）[1]
- 闘龍灘（日语：闘竜灘）[1][9]
- 光明寺（日语：光明寺 (加東市)）
- 兵庫縣立播磨中央公園（日语：兵庫県立播磨中央公園）[9]
- 神結酒造（日语：神結酒造）
- 瀧野郵局
- 瀧野農協前BS

## 巴士路線
在車站東南方的縣道上設有瀧野農協前巴士站。
停靠路線：
- 西脇急行線（日语：西脇急行線）
  - [急行]經小野、三木、御坂、新神戶站 前往三宮（日语：三宮駅バスのりば）
  - [急行]經瀧野社交匯處、小野、三木、御坂、新神戶站前往三宮
  - 前往社(車庫前)
  - 經西脇(Apica前)前往西脇營業所（日语：神姫バス西脇営業所）
- 中國公路巴士（日语：中国ハイウェイバス）西脇線
  - 前往大阪站
  - 前往新大阪站
- 經社(車庫前)前往社高校前（日语：兵庫県立社高等学校）

## 利用狀況
在2019年度，1日平均乘車人次為265人。
| 年度 | 1日平均 乘車人次 |
| ---- | ---------------- |
| 2000 | 211              |
| 2001 | 200              |
| 2002 | 205              |
| 2003 | 200              |
| 2004 | 204              |
| 2005 | 206              |
| 2006 | 206              |
| 2007 | 211              |
| 2008 | 224              |
| 2009 | 222              |
| 2010 | 232              |
| 2011 | 242              |
| 2012 | 258              |
| 2013 | 269              |
| 2014 | 261              |
| 2015 | 273              |
| 2016 | 275              |
| 2017 | 284              |
| 2018 | 276              |
| 2019 | 265              |

## 相鄰車站
西日本旅客鐵道（JR西日本）
 加古川線
社町－瀧野－瀧

## 注腳
1. 1 2 3 4 5 6 7 8 9 10 11 12  . 神戶新聞綜合出版中心. 2011-12-15: 209. ISBN 9784343006028 （日语）.
2. ↑  「軽便鉄道停車場開始」『官報』1913年9月4日（國立國會圖書館數碼化收藏）
3. ↑  「軽便鉄道運輸開始及停車場名改称」『官報』1916年11月28日（國立國會圖書館數碼化收藏）
4. ↑  『鉄道省鉄道統計資料. 大正12年度』（日語）（國立國會圖書館近代數碼圖書館）
5. ↑  官報 第4907号（日語） 1943年5月25日
6. ↑  JRR編《JR気動車客車編成表 2011》交通新聞社，2011年。ISBN 978-4-330-22011-6。
7. 1 2  . 交通新聞 (交通新聞社). 2009-06-25: 1 （日语）.
8. ↑   (PDF) (新闻稿). 西日本旅客鉄道. 2015年12月18日  [2016-03-26]. （原始内容存档 (PDF)于2016-03-05） （日语）.
9. 1 2  . 西日本旅客鉄道.   [2015-05-05]. （原始内容存档于2015-05-04） （日语）.
10. ↑  兵庫県統計書令和元年版 （页面存档备份，存于）（日語）

## 外部連結
- 瀧野｜車站資訊：JR出門網 - 西日本旅客鐵道